# Esporte Clube Ribeiro Junqueira
Esporte Clube Ribeiro Junqueira é uma agremiação esportiva da cidade de Leopoldina, no estado de Minas Gerais, fundada a 27 de agosto de 1911. Também conhecido como Dragão da Zona da Mata. O melhor momento da agremiação foi no final dos anos 80 e início dos anos 90, quando conquistou a terceira divisão do Campeonato Mineiro e foi vice-campeão da segunda divisão do Estadual. Atualmente, o clube não está presente no cenário nacional.

## História
O Ribeiro Junqueira Sport Clube, nasceu em 1911, em um dos salões do Gymnasio Leopoldinense. Os professores José Botelho Reis, Antônio Moura, João Tretino Ziller, Dr. Pedro Arantes e Milton Ramos Pinto, juntamente com Esdras Lintz, Vicente Domenic e alguns alunos, foram os que fundaram o clube. O professor José Botelho foi o primeiro presidente, e o senador Ribeiro Junqueira o seu presidente de honra posteriormente o seu professor José Botelho Reis ocuparia a presidência de honra. Naquela época era comum utilizar nomes de famílias para denominar um time de futebol, e para homenagear o deputado Ribeiro Junqueira, os alunos do Gymnasio Leopoldinense assim nomearam o clube. Logo após o primeiro jogo o diretor da escola chamou os jogadores para saber quem teve a ideia de colocar o nome de Ribeiro Junqueira ao time.
No colégio, as coisas eram severas e os alunos ficaram com medo na repreensão e castigo. Mais o diretor do Dr. José Monteiro Ribeiro Junqueira havia gostado da escolha e até mesmo propôs ajuda comprando uniformes e dando apoio para o time seguir em frente. Posteriormente uma reunião escolheu as cores do time, pois um dos fundadores se manifestou dizendo ter recebido de parentes um postal vindo da Itália o qual trazia em sua ilustração o principal justamente o desenho do estádio do Milan com seu escudo escolhendo o assim o uniforme e as cores do Ribeiro Junqueira Sport Clube.

#### O dia que o clube fez o jogo preliminar para a Seleção Brasileira
No dia 21 de abril de 1957, o clube jogou no Maracanã contra o Grêmio Esportivo Tyresoles como preliminar do jogo entre a Seleção Brasileira e o Peru pelas eliminatórias da Copa do Mundo da FIFA de 1958. Final de jogo G.E. Tyresoles 1 x 2 E.C. Ribeiro Junqueira.

### Homenagens
Em 2010, o clube homenageou o ex-jogador Elvécio Nunes Fernandes, que jogou no Ribeiro Junqueira nas décadas de 1960 e 1970. Elvécio chegou a treinar durante cinco meses no Atlético Mineiro, mais depois voltou para Leopoldina e retornou ao clube, atuando também em times locais e regionais. Era um jogador coringa, mais sempre jogava como zagueiro. Ficou conhecido como "rei da raça", devido a garra que demonstrava nas quatro linhas. Ele recebeu a homenagem ao lado de sua família.

### Campeonato Mineiro de 1991
No ano de 1991, o Ribeiro Junqueira chega à elite do futebol mineiro e participa da chave 2 daquele campeonato. O clube ficou na mesma chave onde estavam grandes clubes do futebol mineiro, como ao Atlético Mineiro e o Democrata de Governador Valadares. Entretanto, a fraca campanha fez com que o clube fosse eliminado. Disputou o Grupo da Morte, cujos dois últimos colocados foram rebaixados para o Módulo II do Campeonato Mineiro de 1992.

### Situação atual do clube
O clube ainda está filiado a Federação Mineira de Futebol e disputa campeonatos regionais. 

## Símbolos

### Hino
O hino do E.C Ribeiro Junqueira faz parte dos seus símbolos, assim como a bandeira e o escudo do time. O hino é uma das suas identidades. Não há registros encontrados até a presente data sobre a autoria e a data de sua composição, tendo somente os registros no livro E.C Ribeiro Junqueira o eterno campeão, de Joseph Capdeville Gribel, o seu arranjo para teclado e canto de Helena Capdeville e arranjo do maestro Juquinha para sax tenor, clarinete e piston. 

## Estádio
O E.C Ribeiro Junqueira possui seu próprio estádio, que se chama Estádio Guanahyro Fraga Motta, que está localizado próximo a rodoviária local. Geralmente, o Estádio sedia jogos da divisão amadora e base do clube, além de servir de campo de treino e escolinha de futebol para as crianças e adolescentes . 

## Títulos
| ESTADUAIS    | ESTADUAIS                           | ESTADUAIS | ESTADUAIS  |
|              | Competição                          | Títulos   | Temporadas |
| ------------ | ----------------------------------- | --------- | ---------- |
| Minas Gerais | Campeão Mineiro do Interior BR-116  | 1         | 1967       |
|              | Campeão Mineiro da Terceira Divisão | 1         | 1989       |

#### Títulos Regionais
O rubro-negro da Zona da Mata Mineira foi uma das maiores forças do interior das Minas Gerais. Foi Hexacampeão da Zona da Mata (1948, 1954, 1955, 1956, 1957 e 1983), Bicampeão Regional da Liga de Cataguases em 1984 e 1985, Bicampeão Regional da Liga de Juiz de Fora em 1967 e 1985, Pentacampeão da Liga Esportiva Leopoldinense entre 1983, 1984, 1985, 1986, 1987 e 2006, Campeão da Copa dos Campeões 2014 - LEC, Campeão da Recopa 2018 - LEL e Campeão da Copa dos Campeões 2023 - LEC.
Seu título mais importante foi o de Campeão da Terceira Divisão de Profissionais do Campeonato Mineiro em 1989. No ano seguinte disputou a segunda divisão conseguindo o acesso à Primeira Divisão em 1991, quando acabou rebaixado e licenciando-se em seguida do profissionalismo.